# Nowicjat

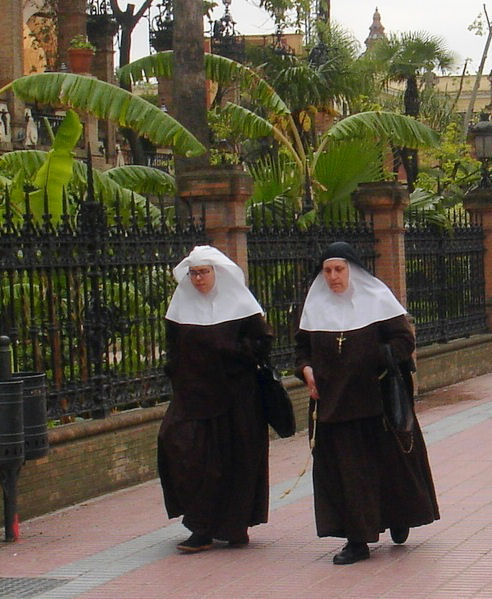
Zakonnice w Sewilli. Nowicjuszkę można rozpoznać po białym welonie.

Nowicjat (łac. novitiatum) – nie dłuższy niż dwuletni okres rozpoczynający życie we wspólnocie zakonnej. 
Nowicjat ma na celu:
- dokładniejsze rozpoznawanie Bożego powołania, właściwego danej wspólnocie.
- doświadczenie sposobu życia zgromadzenia (kan. 646)[1].

Prawo kanoniczne stanowi, że nowicjusze powinni być doprowadzeni do zdobycia cnót ludzkich i chrześcijańskich.